# Gerry Byrne
Gerald „Gerry“ Byrne (* 29. August 1938 in Liverpool; † 28. November 2015 in Wrexham) war ein englischer Fußballspieler. Berühmt wurde der Verteidiger, als er für den FC Liverpool im FA Cup trotz gebrochenen Schlüsselbeins spielte.

## Sportlicher Werdegang
Der linke Verteidiger Byrne verletzte sich 1965 im Wembley-Stadion nach einer heftigen Attacke von Bobby Collins (Leeds United) bereits in der dritten Spielminute, musste jedoch während des vollständigen Rests der regulären Spielzeit plus einer Verlängerung durchhalten – damals waren noch keine Auswechselungen erlaubt – und half damit Liverpool dabei, erstmals den Pokal zu gewinnen. Dabei gelang es ihm, seinen Mannschaftskameraden und Trainer Bill Shankly weitestgehend, die Verletzung vor den Spielern von Leeds zu verbergen.
Das Spiel ging in die Verlängerung und trotz der starken Schmerzen, die Byrne verspürte, schaltete er sich auch weiterhin durch Flankenläufe auf der linken Seite in das Angriffsspiel ein. Bei einer derartigen Aktion schlug er eine Flanke, die Roger Hunt zu einem Treffer nutzen konnte. Leeds glich durch Billy Bremner aus, aber der Kopfball von Ian St. John stellte den Siegtreffer dar und sicherte Liverpool den Titelgewinn.
Im Nachgang des Spiels wurde die FA stark unter Druck gesetzt, nun zukünftig einen Auswechselspieler in Pflichtspielen zu erlauben, der von der jeweiligen Mannschaft frei gewählt werden dürfe. Bei den Finalspielen im FA Cup konnten in den Jahren zuvor häufiger Mannschaften entweder nur mit zehn Spielern die Partie beenden oder Spieler setzen die Partie trotz schwerwiegender Verletzungen fort. Darunter fielen mit Bert Trautmann, der im Jahr 1955 mit gebrochenem Halswirbel spielte, und Ray Wood im Jahr 1957 mit einem gebrochenen Kiefer auch zwei Torhüter. Es folgten mit Roy Dwight 1959 und Dave Whelan 1960 zwei Spieler mit einem jeweils gebrochenen Bein und dann 1961 Len Chalmers, der fast 70 Minuten mit einer Knöchelfraktur spielte. Die Verletzung von Byrne war der letzte Fall, der die FA dann dazu bewog, im Finale des FA Cups die ersten Auswechselspieler zu erlauben.
Byrne hatte sich dem FC Liverpool als Amateur angeschlossen und wurde im Jahr 1955 Profifußballer. Er debütierte für den Verein im Jahr 1957 und gewann 1962 die Zweitligameisterschaft. Der Gewinn des FA Cups 1965 wurde eingerahmt von zwei englischen Meisterschaften in den Jahren 1964 und 1966. Er absolvierte zwei Länderspiele für die englische Fußballnationalmannschaft, wobei er auf seiner Position nicht an dem Stammspieler Ray Wilson vom Lokalrivalen FC Everton vorbeikam und auch bei der WM 1966 im eigenen Land nicht zum Einsatz kam.
Aufgrund einer Verletzung beendete Byrne im Jahr 1969 seine Karriere und wurde von Alec Lindsay in den 1970er Jahren beerbt.